# Ruth Gemmell
Ruth Katrin Gemmell (Darlington, 2 gennaio 1967) è un'attrice britannica.

## Biografia
Ha tre fratelli. I suoi divorziarono quando era piccola e andò a vivere con la madre a Barnard Castle. In seguito si trasferì a Londra andando a vivere col padre e iniziando gli studi di recitazione alla Webber Douglas Academy of Dramatic Art, coronando il sogno di diventare attrice. È molto attiva anche in campo teatrale e soprattutto radiofonico. È stata sposata dal 1997 al 2005 con l'attore Ray Stevenson.

## Filmografia parziale

### Cinema
- Who Needs a Heart, regia di John Akomfrah (1991)
- Febbre a 90° (Fever Pitch), regia di David Evans (1997)
- Good - L'indifferenza del bene (Good), regia di Vincente Amorim (2008)
- F, regia di Johannes Roberts (2010)
- Storage 24, regia di Johannes Roberts (2012)
- Offender, regia di Ron Scalpello (2012)

### Televisione
- Testimoni silenziosi (Silent Witness) – serie TV, 11 episodi (1996-2014)
- Metropolitan Police – serie TV, 7 episodi (1999-2009)
- Holby City – serie TV, 3 episodi (2001-2013)
- Waking the Dead – serie TV, 6 episodi (2002)
- Spooks – serie TV, episodio 2x06 (2003)
- L'ispettore Barnaby (Midsomer Murders) – serie TV, episodi 9x01-17x04 (2005, 2015)
- Poirot (Agatha Christie's Poirot) - serie TV, episodio 11x01 (2008)
- Casualty – serie TV, 2 episodi (2010, 2014)
- Lewis – serie TV, episodio 4x03 (2010)
- Law & Order: UK – serie TV, episodio 3x04 (2010)
- Padre Brown (Father Brown) – serie TV, episodio 1x03 (2013)
- L'ispettore Gently (Inspector George Gently) – serie TV, episodio 6x01 (2014)
- Penny Dreadful – serie TV, 5 episodi (2015)
- Ransom – serie TV, episodio 1x09 (2017)
- Doctors – soap opera, 1 puntata (2018)
- Doc Martin – serie TV, episodio 9x02 (2019)
- Bridgerton – serie TV, 16 episodi (2020-in corso)
- La regina Carlotta: Una storia di Bridgerton (Queen Charlotte: A Bridgerton Story) – miniserie TV, 6 episodi (2023)